# Mordechaj Maklef
Mordechaj „Motke“ Maklef (hebrejsky מרדכי „מותקה“ מקלף‎, ‎1920, Jeruzalém – 22. února 1978, Jeruzalém) byl izraelský generál, který v letech 1952 až 1953 zastával funkci náčelníka Generálního štábu Izraelských obranných sil. Po odchodu z armády stál v čele mnoha důležitých státních podniků.

## Dětství a mládí
Narodil se ve vesnici Moca nedaleko Jeruzaléma v mandátní Palestině. Jeho rodiče patřili mezi zakladatele této první moderní vesnice umístěné vně Jeruzaléma, umístěné u cesty směrem na Jaffu. Během arabských nepokojů v roce 1929 byla celá jeho rodina zabita Araby ze sousední vesnice Kolonia. Jemu samotnému se podařilo uniknout skokem z okna.

## Vojenská kariéra
Jako mladík se aktivně účastnil bojů v řadách Hagany a Nočních nájezdníků Orde Wingata. Po vypuknutí druhé světové války vstoupil do palestinského regimentu v britské armádě, v němž bojoval v severní Africe a Itálii. V červenci 1942 byl povýšen do hodnosti seržanta. Po svém odchodu z armády v srpnu 1946 zůstal v Evropě a podílel se na organizování ilegální židovské imigrace do Palestiny a získávání zbraní pro budoucí židovský stát. O něco později se vrátil do Palestiny a znovu se zapojil do činnosti Hagany.
Během izraelské války o nezávislost bojoval v Karmeliho brigádě; nejprve jako operační důstojník a později ve funkci velitele brigády. Mimo jiné se účastnil i operace Chiram, při které izraelské jednotky obsadily Galileu. Po válce se jako člen izraelské delegace účastnil jednání v Libanonu a Sýrii.
V listopadu 1949 byl jmenován zástupcem náčelníka Generálního štábu Jigaela Jadina. Po jeho rezignaci v roce 1952 jej v této vrcholné armádní funkci nahradil, a to pod podmínkou, že v ní setrvá pouze jeden rok. Během působení ve funkci náčelníka generálního štábu čelil Izrael velké vlně útoků ze strany fedajínů, palestinských útočníků ze Západního břehu a Pásma Gazy, napadajících izraelské pohraničí. Ve snaze zabránit těmto útokům pověřil Maklef majora Ariela Šarona vytvořením speciální jednotky, která by pronikala přes hranice a útočila na základny fedajínů. Šaron vytvořil jednotku 101, která podnikala odvetné útoky, a to až do roku 1953, kdy ji Maklefův následovník Moše Dajan sloučil s 890. výsadkářskou brigádou. V čele rozšířené výsadkářské brigády opět stanul Šaron.

## Civilní kariéra
Dne 7. prosince 1953, rok po svém nástupu do funkce, Maklef rezignoval na pozici náčelníka generálního štábu. Z armády odešel do civilního sektoru a v letech 1955 až 1968 působil např. jako generální ředitel v chemickém či zemědělském průmyslu. Zemřel 22. února 1978.